# Corynespora cespitosa
Corynespora cespitosa är en svampart som först beskrevs av Ellis & Barthol., och fick sitt nu gällande namn av M.B. Ellis 1963. Corynespora cespitosa ingår i släktet Corynespora och familjen Corynesporascaceae.   Inga underarter finns listade i Catalogue of Life.